# 안나 신베리 바트라

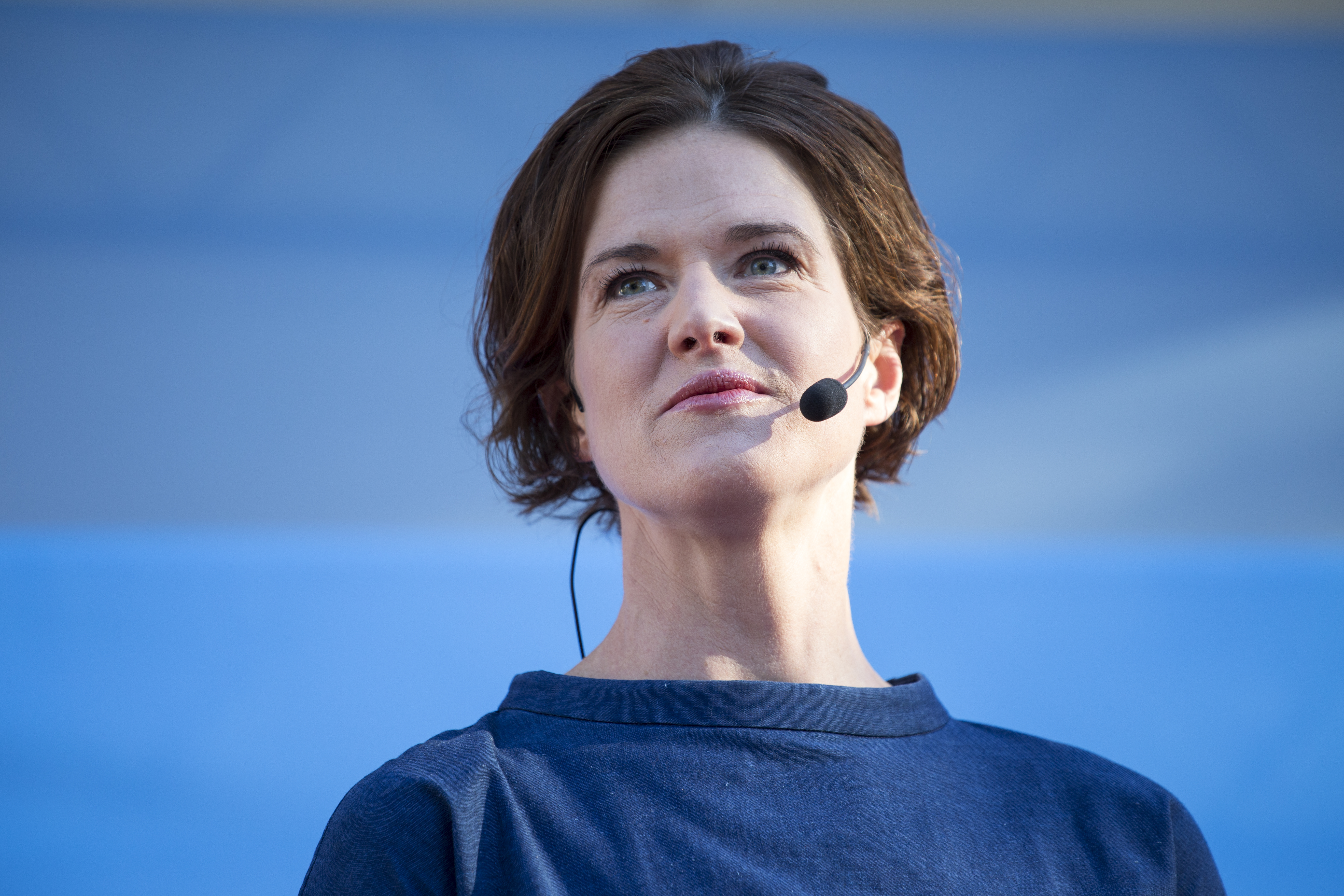
안나 신베리 바트라

안나 신베리 바트라(스웨덴어: Anna Maria Kinberg Batra, 1970년 4월 14일 ~ )는 스웨덴의 정치인으로, 2015년 1월부터 2017년 10월까지 온건당 대표 겸 야권대표를 역임했다. 2006년 9월부터 2018년 9월까지 스톡홀름 선거구의 국회의원을 지냈으며, 2010년부터 2015년까지 온건당 원내대표직을 맡았다.
2017년 8월 25일에 당대표직에서 사퇴를 선언했으며, 10월 1일에 울프 크리스테르손이 선출되면서 물러났다. 2017년 9월에 정계 은퇴를 선언했다.